# 협동 교육
협동 교육(Cooperative education)은 교실 기반 교육과 실무 경험을 결합하는 체계적인 방법이다.
협동 교육 경험은 체계적인 실무 경험에 대한 학점을 제공하여 학교에서 직장으로의 전환기에 있는 젊은이들을 돕는다.
이는 인턴십, 봉사 학습, 임상 실습과 함께 일과 통합된 학습의 범주에 속하지만, 학기와 실무 기간을 번갈아 가며 운영한다는 점에서 차별화된다. 이는 교육 기관과 고용주 간의 협력 관계를 반영하며, 학생의 교육 발전을 위한 것이다.
협동 교육은 전통적인 인턴십보다 더 심층적이고 더 오랜 기간 지속되므로, 학생들에게 더욱 가치 있는 직업이다. 더 많은 네트워킹 기회, 더 나은 수입, 더욱 탄탄한 이력서, 그리고 전반적으로 고유한 학습 경험을 제공한다.
워털루 대학교는 세계에서 가장 큰 규모의 대학 협동 프로그램을 운영하고 있으며, 120개가 넘는 프로그램에 3학기 동안 등록한 협동 학생이 거의 20,000명에 달한다.

## 같이 보기
- 인턴제
- 서비스 학습